# Сплавной катамаран

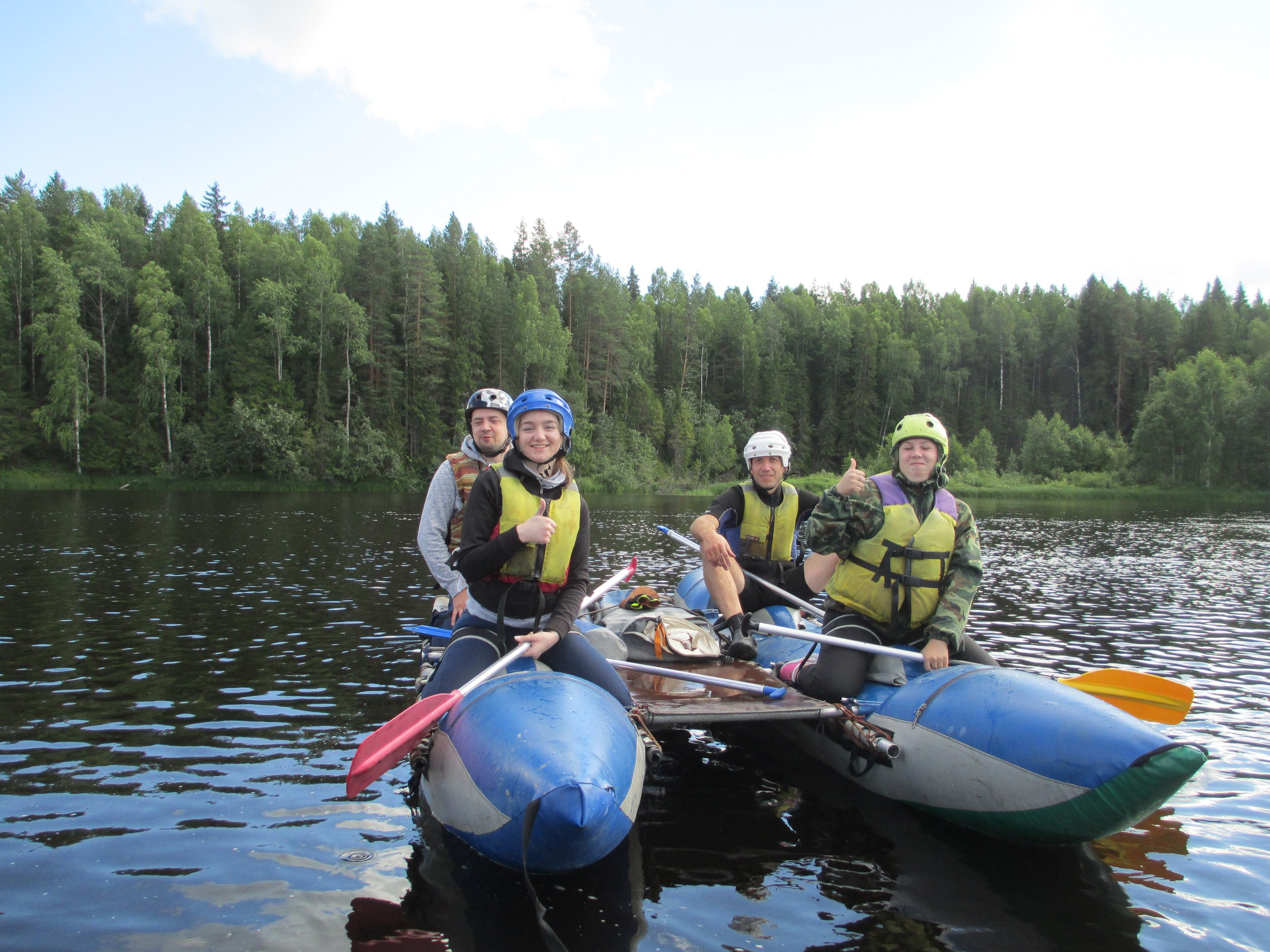
Сплавной катамаран "Стерх 4"

Сплавной катамаран — небольшое, разборное судно, используемое в водном туризме, состоящее из двух, как правило, надувных корпусов — гондол, соединённых каркасом (рамой), как правило, изготовленным из дерева или металла (преимущественно дюралюминий). Наиболее распространены двух- и четырёхместные катамараны. Реже встречаются шести- и восьмиместные версии. Основное назначение сплавного катамарана — сплав по бурным, порожистым рекам.
Гребцы обычно располагаются на специальных сиденьях — пирамидках на гондолах поровну с обоих бортов. Поза гребцов — коленная посадка лицом вперёд. Реже встречаются конструкции в которых места для гребцов устроены в раме катамарана между гондолами. Существуют так же другие формы посадок.
Сплавные катамараны, в отличие от парусных, мало распространены в мире. Исключение — Россия и бывшие союзные республики.
Сплавные катамараны различаются по следующим характеристикам:
- Объём надувных частей конструкции. Как правило, от 500 до 4000 литров
- Устройство гондол. Цельноклеенные гондолы или негерметичные силовые оболочки с заключенными внутри надувными камерами.
- Количество посадочных мест. Как правило, 2, 4, 6 или 8.
- Короткая или длинная рама. Рама либо проходит практически вдоль всей длины гондол, либо ограничивается лишь центральной частью катамарана, в районе посадки гребцов.
- Симметричность и форма носовых и кормовых обводов.
- Тип и способ посадки гребцов. Жёсткие сиденья, надувные сиденья, без сидений.
- Наличие багажных емкостей.
- Материал каркаса: дюралевые трубки или деревянные жерди.
- Назначение и категорийная прочность. Существуют катамараны для сплава по спокойной и бурной воде (спортивный сплав). Последние в свою очередь имеют ограничение на категорийность (0-6) проходимых препятствий. Например: не выше 4-й категории.